# 따루 살미넨
따루 살미넨(핀란드어: Taru Salminen 타루 살미넨[*], 1977년 10월 29일 ~ )은 핀란드 출신으로 대한민국에서 활동하였던 번역가, 공무원, 방송인이자 현재 핀란드의 교사이다. 미녀들의 수다 방송 초기부터 출연하였고, 비자 문제로 잠깐 출연하지 못했던 기간을 제외하면 종영할 때까지 미녀들의 수다에서 활약하였으며 해당 프로그램 종영 이후 쾌적한국 미수다 등의 외국인 출연 프로그램에 출연하였다. 현재는 핀란드 투르쿠 대학 한국어 교사와 한국어 번역 프리랜서로 활동하고 있다.

## 생애
1977년 10월 29일에 핀란드에서 태어났다. 헬싱키 대학교에서 한국학을 중심으로 동아시아학을, 헬싱키 폴리테크닉대학교에서 경영학을 전공하였다. 중학생 시절부터 한국인과 펜팔 교류를 하였다. 대한민국에는 1998년 여름에 한국인 펜팔 친구를 만나려는 목적으로 처음으로 방문하였다. 따루 살미넨은 이때 처음으로 막걸리를 마시게 되었다고 한다.
이후 서울대학교 대학원에서 1년간 수학하다가 2007년 1월에 《미녀들의 수다》에 출연한 것을 계기로 방송계에 입문했다. 따루 살미넨은 《미녀들의 수다》에서 첫 출연 방송분부터 ‘나이는 계란 한 판이다’ 등의 표현을 쓰는 등 유창한 한국어 구사로 인기를 모았고, 출연 직후부터 한동안 주한 핀란드 대사관에서 근무하였다. 대사관 근무 도중 대한민국 주재 핀란드 대사의 출연 협조 거부로 인하여 잠시 출연하지 못하였던 기간도 있었으나, 이후 대한민국 주재 핀란드 대사의 교체가 있었고, 새로 임명된 대사가 출연 협조를 승낙하면서 복귀할 수 있었다.
2010년 《미녀들의 수다》 첫 방송분에서 새해 소망으로 막걸리를 중심으로 한 주점 개업을 거론하였고, 이에 호응하여 투자 제의를 받았지만 거절하고 따루 살미넨 스스로 개업 준비를 하여 갖은 고생 끝에 2010년 가을에 따루주막을 개업하였다. 한국어-핀란드어 통번역가로서의 활동도 하기도 하였다.
2012년 핀란드 유학생 출신이며 뇌과학을 연구하는 동갑의 한국인 남편과 결혼하였고, 2014년에는 대한민국 영주권 비자(F-5)를 취득했다.
이후 핀란드로 귀국하였고 2016년 첫째 딸이 태어났으며 2019년에 둘째가 태어났다. 현재는 투르쿠 대학의 한국어 교사와 한국어 번역 프리랜서로 일하고 있다.

## 방송 활동

### 텔레비전

#### 예능
- 미녀들의 수다 (2007년[3] ~ 2010년, KBS 2TV)
- 사랑은 아무나 하나 (2018년, TV조선)
- 슈퍼맨이 돌아왔다 (게스트, KBS 2TV)

#### 시사교양
- 쾌적한국 미수다 (2010년, KBS 1TV)
- 세계는 지금 (2011년, KBS 2TV)
- 잘먹고 잘사는 법 - 〈웰컴 투 할매골〉 (2013년, SBS)
- Bring It On 시즌 2 (2015년, 아리랑 TV) - 심사위원

#### 보도
- 정관용 라이브 - 색다른 시선[4] (2014년, JTBC)

### 라디오
- 뉴스! 정면승부 - 그 남자 뉴스, 그 여자 토크 (2011년 ~ 2012년 3월 30일, YTN라디오)
- 여러분 - 따루의 궁금해요 (2012년, CBS 표준FM)
- 두시 탈출 컬투 쇼 - 따루와 아비가일 (2012년, SBS 파워FM)[5]

### 광고
- 롯데제과 자일리톨 (2008년, 구잘 투르수노바·비앙카 모블리와 함께 출연)

## 따루주막
따루 살미넨이 직접 투자해서 설립한 막걸리를 중심으로 판매하는 주점이며, 따루 살미넨은 방송 활동을 하지 않을 때에는 주점에 출근하여 직접 영업활동을 하기도 하였다. 홍익대학교 앞에 있으며, 2010년 9월부터 영업을 시작하였으며 현재도 영업중이나 따루 살미넨은 이후 영업에서 철수하였다.

## 저술·번역 활동

### 저술 활동
현재 따루 살미넨이 저술한 책은 다음과 같다.
- 《한국에 폭 빠진 이야기》 (ISBN 9788966920792)
- 《가장 가까운 유럽, 핀란드》 (ISBN 9791186712092) - 이연희와 공저

그 외에도 2012년 9월부터 2014년 1월까지 한겨레의 생활문화 섹션인 'esc'에 격주로 〈따루주모의 술타령〉이라는 제목으로 연재 칼럼을 썼다.

### 번역 활동
현재 따루 살미넨이 번역한 서적은 다음과 같다.

#### 핀란드어 → 한국어
- 《펠리칸맨》, 레나 크론 저 (ISBN 9788996158851)
- 시리 이야기 시리즈. 띠나 노뽈라
  - 《시리와 개구쟁이 훈스겔리》 (ISBN 9788996424512)
  - 《시리와 무시무시한 돼지 인형》 (ISBN 9788996424505)
  - 《시리와 께르뚜의 벼룩》 (ISBN 9788996424536)
  - 《시리와 지저분한 친구 께르뚜》 (ISBN 9788996424567)
  - 《시리와 무시무시한 유령》 (ISBN 9788997163144)
- 핀란드 초등 수학 교과서와 함께 떠나는 수학 여행 시리즈[6] 대표 저자는 헬레비 뿌트꼬넨이다.
  - 〈1: 숫자와 여행을 시작하다〉(ISBN 9788994449135)
  - 〈2: 100까지 수와 덧셈과 뺄셈을 익히다〉(ISBN 9788994449142)
  - 〈3: 1000까지 수와 받아올림과 받아내림이 있는 덧셈과 뺄셈을 익히다〉(ISBN 9788994449159)
  - 〈4: 핀란드식 곱셈 나눗셈 분수를 익히다〉 (ISBN 9788994449203)
  - 〈5: 분수 소수 어림값을 익히다〉 (ISBN 9788994449265)
  - 〈6: 네 자리 수의 곱셈 나눗셈 도형의 둘레 익히기〉 (ISBN 9788994449289)
- 마우리 꾼나스의 그림책
  - 《어수선 씨의 야단법석 세계여행》 (ISBN 9788952217851)
  - 《튼튼 씨의 스포츠 백과》 (ISBN 9788952217882)
  - 《부릉부릉 씨의 자동차 백과》 (ISBN 9788952217868)
  - 《두둥실 선생님의 우주여행》(ISBN 9788952228338)

#### 한국어 → 핀란드어
- 《엄마를 부탁해》 (핀란드어: Pidä huolta äidistä, ISBN 9789522643681)